# Óz varázslatos birodalmában
Az Óz varázslatos birodalmában (eredeti cím: Lost in Oz) 2015-től 2018-ig futott amerikai televíziós 3D-s számítógépes animációs fantasy vígjátéksorozat. A zeneszerzője Adam Berry. A tévéfilmsorozat az Amazon Studios gyártásában készült. A sorozat részei először 2015. június 26-án kerültek fel az Amazon Videóra. Magyarországon 2019. augusztus 19-én a Kiwi TV tűzte műsorra.

## Szereplők
| Szereplő                  | Eredeti hang       | Magyar hang        |
| ------------------------- | ------------------ | ------------------ |
| Dorothy Gale              | Ashley Boettcher   | Pekár Adrienn      |
| West                      | Nika Futterman     | Czető Zsanett      |
| Ojo                       | Jorge Diaz         | Baráth István      |
| Toto                      | Chris Cox          |                    |
| Fitz                      | Alexander Polinsky | Molnár Levente     |
| Cowardly Lion             | Keith Ferguson     |                    |
| Scarecrow                 | Stephen Stanton    |                    |
| Langwidere                | Gina Gershon       |                    |
| Glinda, a jó boszorkány   | Jennifer Hale      |                    |
| Evelyn                    | Grey Griffin       |                    |
| Nome King                 | Garrett McQuaid    |                    |
| Kaliko                    | Eric Bauza         |                    |
| Smith                     | Bumper Robinson    |                    |
| Tinker                    | Bumper Robinson    |                    |
| Cyra                      | Kath Soucie        |                    |
| General Guph              | Fred Tatasciore    |                    |
| Anya                      |                    | Kisfalvi Krisztina |
| Kőtömb a mágia hivatalból |                    | Törköly Levente    |
| Utcai árus                |                    | Fekete Zoltán      |

## Magyar változat[2]
- Bemondó: Schmidt Andrea
- Magyar szöveg: Krizák Klaudia
- Gyártásvezető: Terbócs Nóra
- Hangmérnök és vágás: Gajda Mátyás
- Szinkronrendező: Molnár Ilona
- Produkciós vezető: Kicska László
- A szinkront a Subway stúdió készítette a TV2 Csoport megbízásából.

## Évados áttekintés
| Évad | Évad | Epizódok | Eredeti sugárzás | Eredeti sugárzás   | Magyar sugárzás     | Magyar sugárzás      |
| Évad | Évad | Epizódok | Évadpremier      | Évadfinálé         | Évadpremier         | Évadfinálé           |
| ---- | ---- | -------- | ---------------- | ------------------ | ------------------- | -------------------- |
|      | 1    | 13       | 2015. június 26. | 2017. augusztus 4. | 2019. augusztus 19. | 2019. szeptember 4.  |
|      | 2    | 13       | 2018. június 8.  | 2018. június 8.    | 2019. szeptember 5. | 2019. szeptember 23. |

## Epizódok

### 1. évad (2015-2017)
| #   | #   | Eredeti cím                 | Magyar cím                           | Magyar premier      |
| --- | --- | --------------------------- | ------------------------------------ | ------------------- |
| 1.  | 1.  | Pilot / Go Forth            | Menj tovább                          | 2019. augusztus 19. |
| 2.  | 2.  | Dorothy Meets the Lion      | Találkozás az oroszlánnal            | 2019. augusztus 20. |
| 3.  | 3.  | Monkeys Fly                 | Repülő majmok                        | 2019. augusztus 21. |
| 4.  | 4.  | Dorothy Meets the Scarecrow | Dorothy találkozik a madárijesztővel | 2019. augusztus 22. |
| 5.  | 5.  | The Pearl of Pingaree       | A Pingaree gyöngy                    | 2019. augusztus 23. |
| 6.  | 6.  | Wake Up, Wake Up, Wake Up!  | Ébresztő, ébresztő, ébresztő!        | 2019. augusztus 26. |
| 7.  | 7.  | Little Black Lies           | Kis hazugságok                       | 2019. augusztus 27. |
| 8.  | 8.  | The Sticks                  | A világvégi pálcamező                | 2019. augusztus 28. |
| 9.  | 9.  | Down the Yellow Brick Line  | Végig a sárgaköves vonalon           | 2019. augusztus 29. |
| 10. | 10. | Bogspeed, Little Shanks!    | A trutyi legyen Veletek, Husikák!    | 2019. augusztus 30. |
| 11. | 11. | 11:11                       | 11:11                                | 2019. szeptember 2. |
| 12. | 12. | Welcome Back, Glinda        | Üdv újra itthon, Glinda              | 2019. szeptember 3. |
| 13. | 13. | Go For Kansas               | Irány Kansas!                        | 2019. szeptember 4. |

### 2. évad (2018)
| #   | #   | Eredeti cím              | Magyar cím                           | Eredeti premier | Magyar premier       |
| --- | --- | ------------------------ | ------------------------------------ | --------------- | -------------------- |
| 14. | 1.  | The Deadly Desert        | A Halálos Sivatag                    | 2018. június 8. | 2019. szeptember 5.  |
| 15. | 2.  | Magic from Nothing       | Varázslat a semmiből                 | 2018. június 8. | 2019. szeptember 6.  |
| 16. | 3.  | The Still Season         | A szélcsendes évszak                 | 2018. június 8. | 2019. szeptember 9.  |
| 17. | 4.  | Villa Roquat             | A Roquat Villa                       | 2018. június 8. | 2019. szeptember 10. |
| 18. | 5.  | The Magic Map            | A bűvös térkép                       | 2018. június 8. | 2019. szeptember 11. |
| 19. | 6.  | Shortcut to Emerald City | A rövidebb út Smaragdvárosba         | 2018. június 8. | 2019. szeptember 12. |
| 20. | 7.  | Going Forth              | Indulás                              | 2018. június 8. | 2019. szeptember 13. |
| 21. | 8.  | Kansas Magic             | Kansasi varázslat                    | 2018. június 8. | 2019. szeptember 16. |
| 22. | 9.  | The Eclipse              | A napfogyatkozás                     | 2018. június 8. | 2019. szeptember 17. |
| 23. | 10. | Saving Cyra              | Cyra megmentése                      | 2018. június 8. | 2019. szeptember 18. |
| 24. | 11. | The Nome King’s Belt     | A gnóm király öve                    | 2018. június 8. | 2019. szeptember 19. |
| 25. | 12. | Escape from Nome Kingdom | Menekülés a gnóm király birodalmából | 2018. június 8. | 2019. szeptember 20. |
| 26. | 13. | We Speak Mirror          | A tükrön át                          | 2018. június 8. | 2019. szeptember 23. |